# Pini di Roma

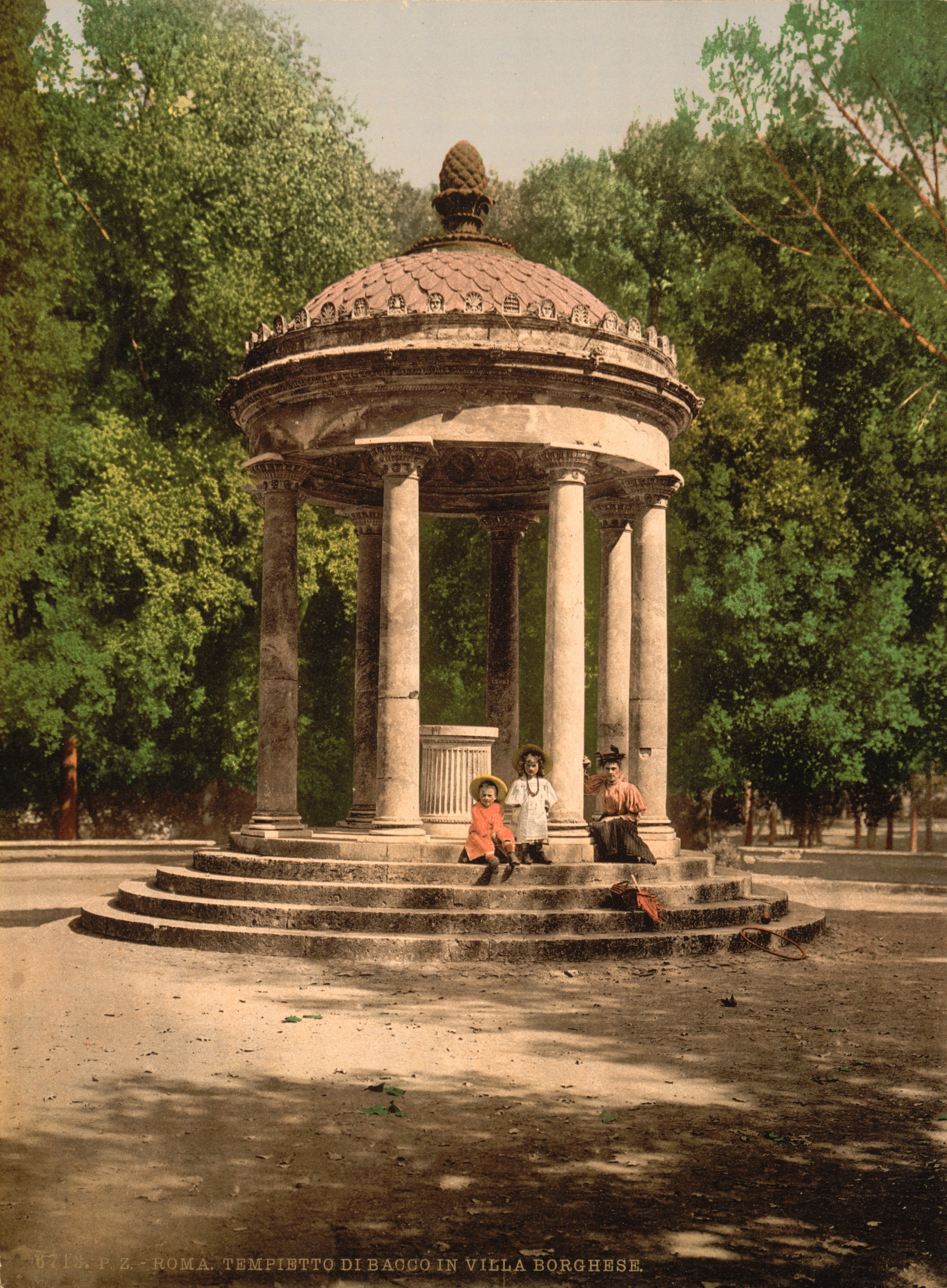
Tempio di Diana der Villa Borghese

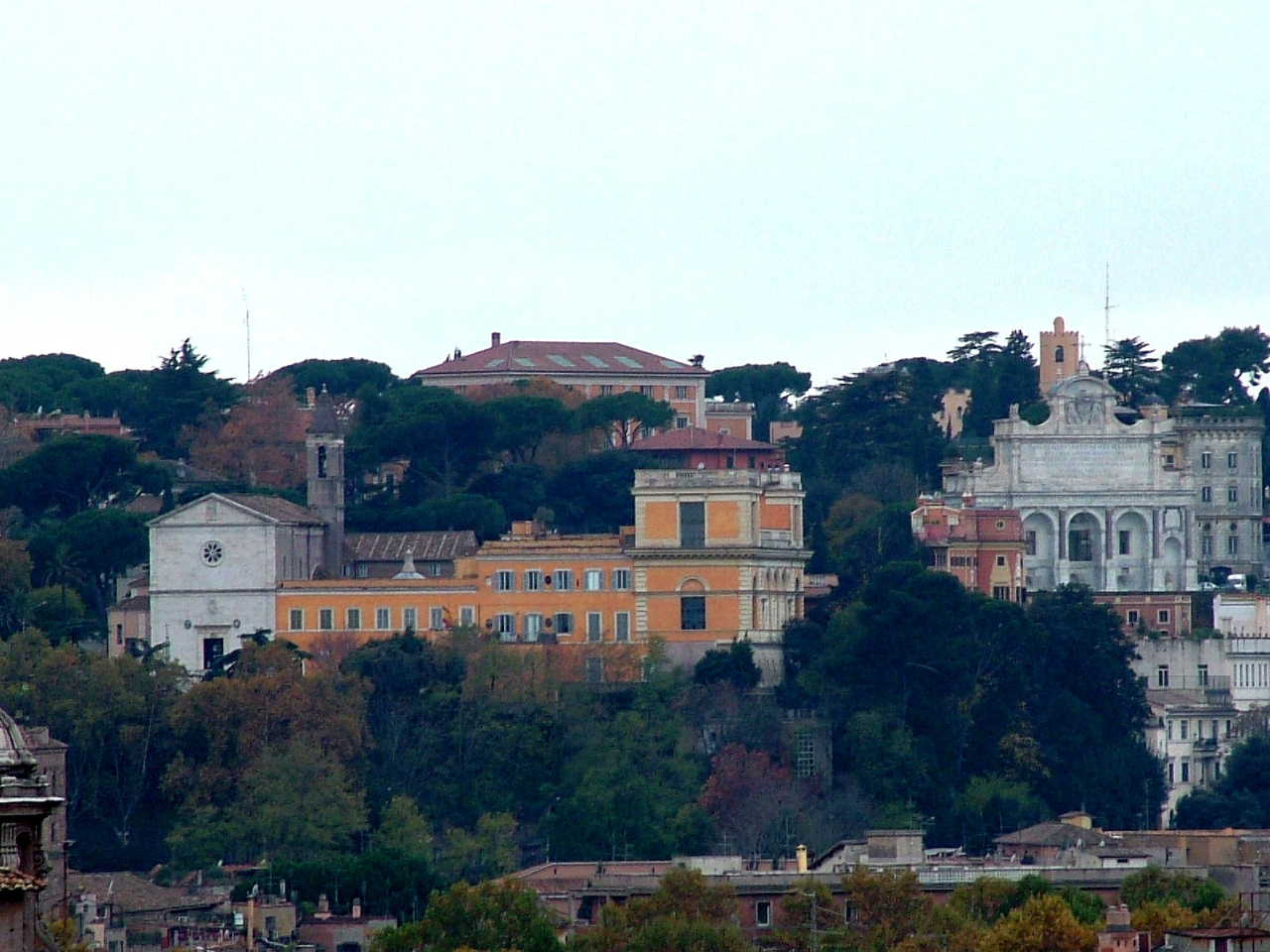
Der Ianiculum

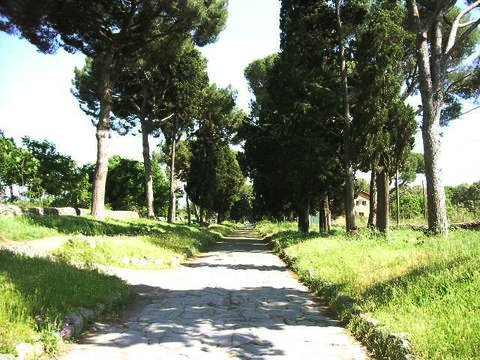
Via Appia südlich der Porta San Sebastiano (Rom)

Pini di Roma, deutsch ‚Pinien von Rom‘, ist eine sinfonische Dichtung in vier Sätzen von Ottorino Respighi aus dem Jahre 1924. Sie bildet zusammen mit Fontane di Roma (‚Brunnen von Rom') und Feste Romane (‚Römische Feste‘) die Römische Trilogie, die zu den bekanntesten Kompositionen Resphigis zählt. Das Werk wurde am 14. Dezember 1924 im Teatro Augusteo in Rom vom Orchestra dell’Accademia Nazionale di Santa Cecilia unter der Leitung von Bernardino Molinari uraufgeführt.

## Sätze und Programmatik
Das Werk besteht aus vier Sätzen:
- I pini di Villa Borghese (Die Pinien der Villa Borghese)
- Pini presso una catacomba (Pinien bei einer Katakombe)
- I pini del Gianicolo (Die Pinien auf dem Ianiculum)
- I pini della Via Appia (Die Pinien der Via Appia)

Der Komponist stellte der Partitur folgendes Programm voran:

„I. Die Pinien der Villa Borghese. Zwischen den Pinien der Villa Borghese spielen die Kinder. Sie tanzen Ringelreih’n, führen Militärmärsche und Schlachten auf und berauschen sich an ihrem eigenen Geschrei wie Schwalben am Abend; dann laufen sie davon. Unvermutet wechselt die Szene …
II. Pinien bei einer Katakombe. Im Schatten der Pinien rings um den Eingang einer Katakombe, aus deren Tiefe ein wehmütiger Gesang zu uns dringt. Er erhebt sich zu feierlicher Hymne und verklingt dann wieder.
III. Die Pinien auf dem Janiculum. Ein Zittern geht durch die Luft: in klarer Vollmondnacht wiegen sanft ihre Wipfel die Pinien des Janiculums. In den Zweigen singt eine Nachtigall.
IV. Die Pinien der Via Appia. Morgennebel über der Via Appia: Einsame Pinien stehen Wacht in der tragischen Landschaft der römischen Campagna. Undeutlich, aber immer wieder, glaubt man den Rhythmus zahlloser Schritte zu hören. Der Dichter sieht im Geist uralten Ruhm wieder aufleben: Unter dem Geschmetter der Buccinen naht ein Konsul mit seinem Heer, um im Glanze der neuen Sonne zur Via Sacra und zum Triumph auf’s Kapitol zu ziehen.“

## Besetzung
3 Flöten (3. auch Piccolo), 2 Oboen, Englischhorn, 2 Klarinetten (in A und B), Bassklarinette, 2 Fagotte, Kontrafagott, 4 Hörner (in F and E), 3 Trompeten in B, 2 Tenorposaunen, Bassposaune, Tuba, 6 Bucinen in B (2 Sopran, 2 Tenor, 2 Bass, normalerweise von Bügelhörnern gespielt), Pauken, Schlagwerk mit Großer Trommel, kleiner Trommel, Becken, Tamtam, Triangel, Ratsche, Tamburin, Glockenspiel, Orgel, Klavier, Celesta, Harfe, Streicher und Tonaufnahme mit Nachtigallengesang

## Verwendung im Film
Eine gekürzte Fassung des Werks ohne den zweiten Satz wurde im Trickfilm Fantasia 2000 zur Begleitung herumtollender Buckelwale verwendet.